# UFSCtock
O UFSCtock foi um festival de artes que aconteceu por seis anos no campus da Universidade Federal de Santa Catarina em Florianópolis. Organizado pelos estudantes, foi realizado pela primeira vez em 2009, acontecendo anualmente até 2014. 
Sua programação, inicialmente focada no festival de música independente, foi expandida, incluindo exposições de artes visuais, debates, teatro, oficinas, cinema e com atrações nacionais no festival de música. Durante sua realização, o UFSCtock era considerado uma plataforma importante para a música catarinense e considerado o maior festival de música independente do estado.
Existiu e ainda existe interesse em fazer novas edições e mesmo em outros campi, mas isso depende de apoio institucional e financeiro da universidade, o que não tem ocorrido nos últimos anos.

## Antecedentes
A ideia do festival surgiu em 2001, quando o Diretório Central dos Estudantes Luis Travassos organizou um evento no Bosque da UFSC, “nos moldes de Woodstock”. Surge aí a ideia do evento que finalmente é aplicada oito anos depois, no aniversário de 40 anos do famoso festival.

## Edições

### 2009: o início
A primeira edição do UFSCtock aconteceu nos dias 29 e 30 de maio e foi organizado exclusivamente pela gestão do DCE, que fazia festas, mas era inexperiente com festivais. A organização acabou sendo bastante amadora, e no primeiro dia a chuva transferiu o palco da concha acústica para o Varandão do CCE, e o público acompanhou cerca de quinze bandas locais autorais em meio a muita lama. Apesar disso, os organizadores e o público consideraram um sucesso. Setenta bandas se inscreveram para tentar participar dessa edição.
| Line-up | Line-up |
| ------- | --- |
| Dia 29  | Sociedade Soul Lenzi Brothers |
| Dia 30  | Andalucia Fugitivos da Yakuza All About Drinks Sized Echoe Monster Truck 2 Minutes Hated Red in White Apicultores Clandestinos Maltines Stereo Tipos Da Caverna |

### 2010: visibilidade nacional
A segunda edição aconteceu nos dias 28 e 29 de maio. O UFSCtock contava com sua primeira atração nacional - BNegão - e começava a ganhar visibilidade, e com o crescimento veio a preocupação com a organização, ainda dependente do DCE, que troca de gestão anualmente. Alguns organizadores fundaram o coletivo Cardume Cultural, que passa a apoiar o UFSCtock, principalmente através da negociação com as bandas. Dessa vez o palco foi montado na Praça da Cidadania, em frente a Reitoria, o que se repetiria nas edições seguintes. A organizou escolheu treze atrações que se apresentaram no segundo dia, selecionadas dentre as 113 inscritas.
| Line-up | Line-up |
| ------- | --- |
| Dia 28  | Casca Groove BNegão e os Seletores de Frequência |
| Dia 29  | Sabonetes Groove O Mar de Quirino Tchica Maledeta Stallones Bodelé Os Skrotes Tribuzana Jesus e seus Apostulus Estado Deplorável Liss Etílicos e Sedentos Helvéticos Dinossauro |

### 2011,#MUITAMISTURA:festival multi-artes

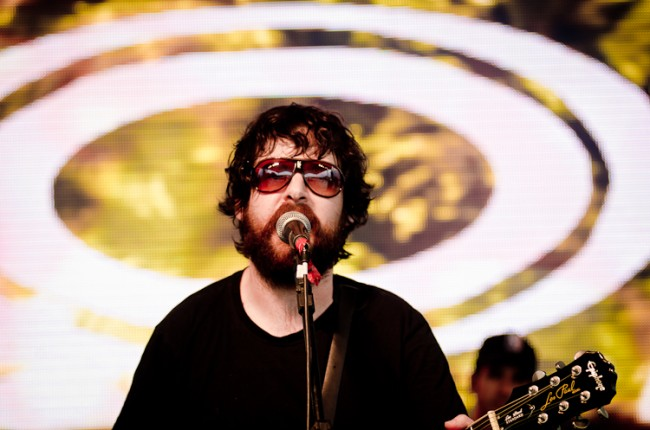
O artista gaúcho Juli Manzi se apresentando no UFSCtock 2011.

Com o tema #MUITAMISTURA, a terceira edição foi a primeira que se estendeu além da música, com teatro, dança, artes visuais e audiovisual como parte do festival. Entre os dias 26 de setembro e 2 de outubro, foi uma semana de atividades que até mesmo não se limitaram a UFSC, chegando a UDESC. A universidade apoiou financeiramente o festival através de um edital de cultura, permitindo essa expansão. Cerca de 500 bandas se inscreveram para a seleção do festival de música, que aconteceu nos dias 1 e 2 de outubro. Desta vez, as atrações nacionais - Criolo e Cabruêra - fecharam cada noite, o que seria o padrão para as edições seguintes.
| Line-up | Line-up                                                                       |
| ------- | ----------------------------------------------------------------------------- |
| Dia 1   | Da Caverna Motel Overdose Variantes Rincon Sapiência Cassim & Barbária Criolo |
| Dia 2   | Juli Manzi Sociedade Soul Felixfônica Somato Rutera Cabruêra                  |

### 2012: menos apoio, mais expectativa

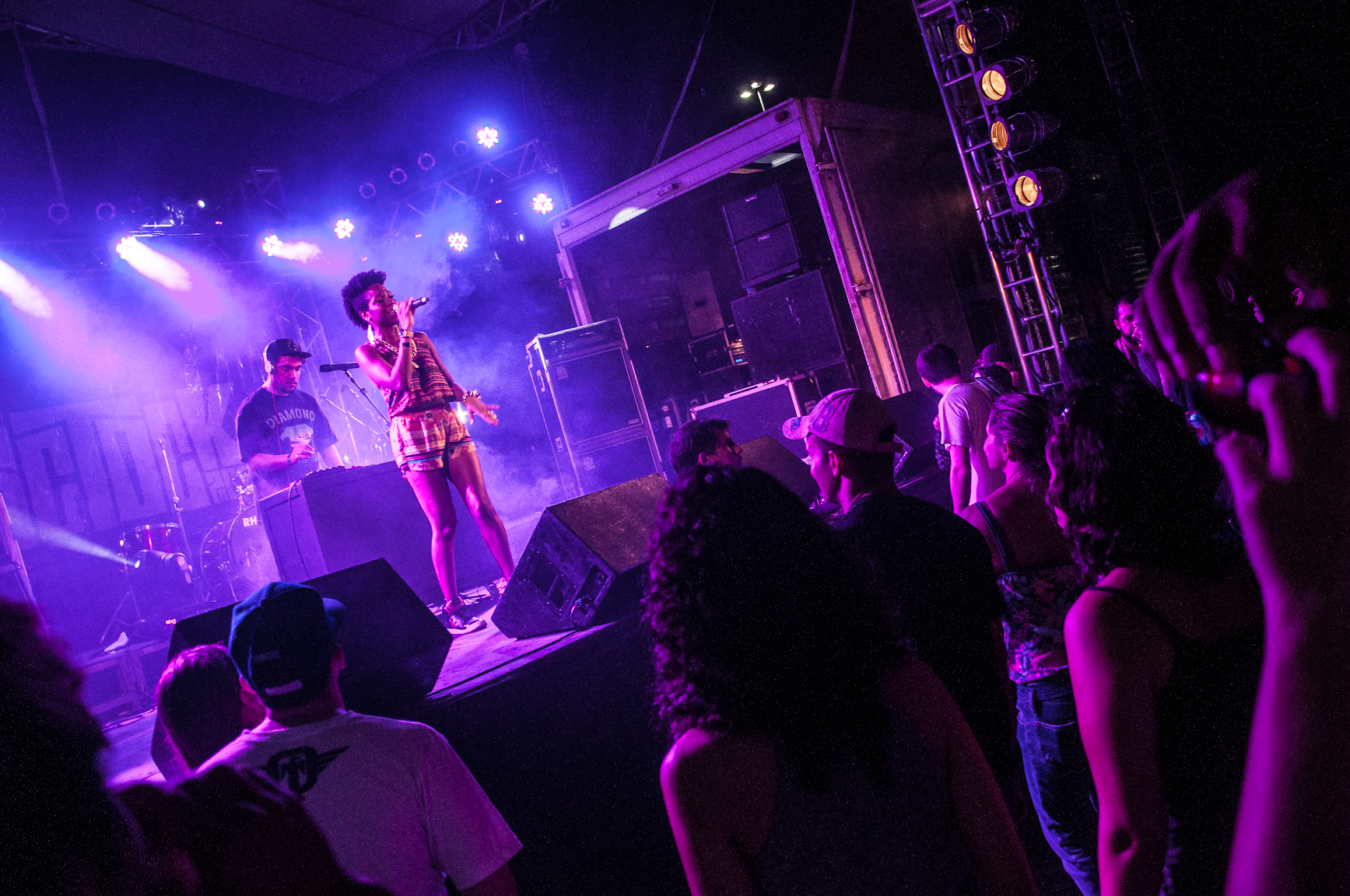
Show de Karol Conka no UFSCtock 2012.

Depois da edição de 2011, considerada o auge do festival até então, a expectativa era maior, mas o apoio institucional da UFSC, sem o edital de cultura, foi menor. O festival foi de 25 a 28 de outubro, e se sustentou através da integração de diversos coletivos - Cardume Cultural, Sem Fronteiras, Nó Cultural e O Clube - e dos alunos que fazem parte da comissão organizadora. Onze bandas foram escaladas para o festival de música, tendo como destaque Karol Conka, O Terno e Macaco Bong, entre mais de trinta atrações culturais. Um público calculado em oito mil pessoas passaram pelos dois dias de festival de música, que aconteceu nos dias 27 e 28 de outubro.
| Line-up | Line-up                                                        |
| ------- | -------------------------------------------------------------- |
| Dia 27  | Greek Van Peixe Os Skrotes Lenzi Brothers Seu Bené Karol Conka |
| Dia 28  | Sonora Parceria Enfuga Hutzpah O Terno Macaco Bong             |

### 2013,#OCUPACULTURA: consolidação e versão infantil

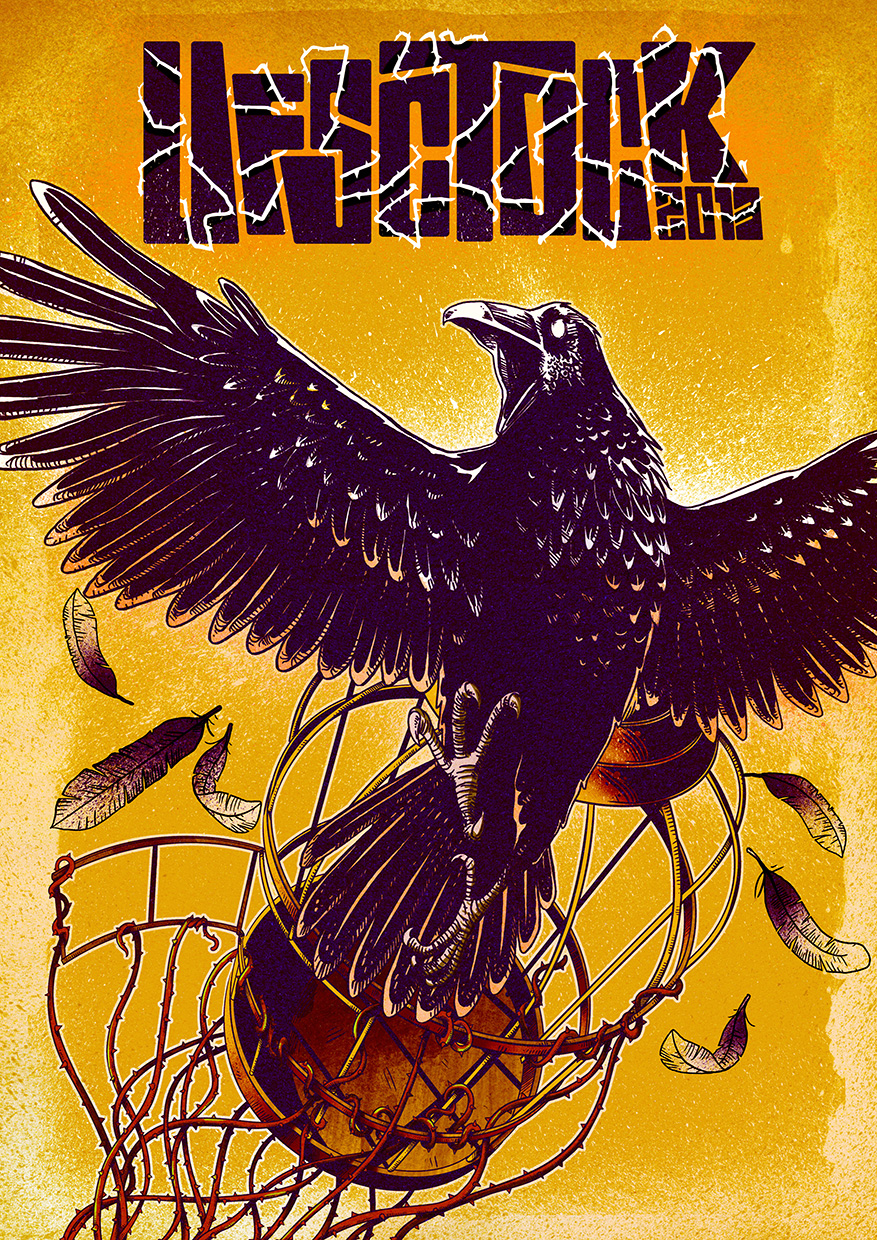
Arte de divulgação do UFSCtock 2013.

A quinta edição aconteceu entre 19 a 24 de novembro. Catorze bandas fizeram parte do festival, que tinha como tema #OCUPACULTURA, com o objetivo de ser um espaço onde se possa produzir e consumir cultura, de maneira ampla e acessível. As atrações nacionais foram Apanhador Só e Vivendo do Ócio. Nessa edição surge o UFSCtockinho, com atrações infantis.
| Line-up | Line-up                                                                           |
| ------- | --------------------------------------------------------------------------------- |
| Dia 23  | Pife na Manga Ágata Barbi Soonanda Don Capone Five 5 Boys Caraudácia Apanhador Só |
| Dia 24  | Forsik Eutha Sopro Inverso Malungo Adam e Juliette Da Caverna Vivendo do Ócio     |

### 2014,#NAQUEBRADA:a última edição
A sexta e última edição acontece dos dias 27 de outubro a 2 de novembro. O destaque dessa edição foram as atividades fora da UFSC, principalmente nas ruas de Florianópolis. A organização tinha como objetivo da edição abranger os assuntos relacionados ao espaço urbano e as periferias, com o tema #NAQUEBRADA. As principais atrações foram as bandas Movéis Coloniais de Acajú, El Efecto e Mombojó.
| Line-up | Line-up                                                                               |
| ------- | ------------------------------------------------------------------------------------- |
| Dia 1   | Indisciplina End of Pipe Batalha de MCs MC Eugenio Mohandas Móveis Coloniais de Acaju |
| Dia 2   | Projeto Nosso Samba Benjamin Boi de mamão Carne Doce El Efecto Mombojó                |

## Legado, edições futuras e expansão para Araranguá

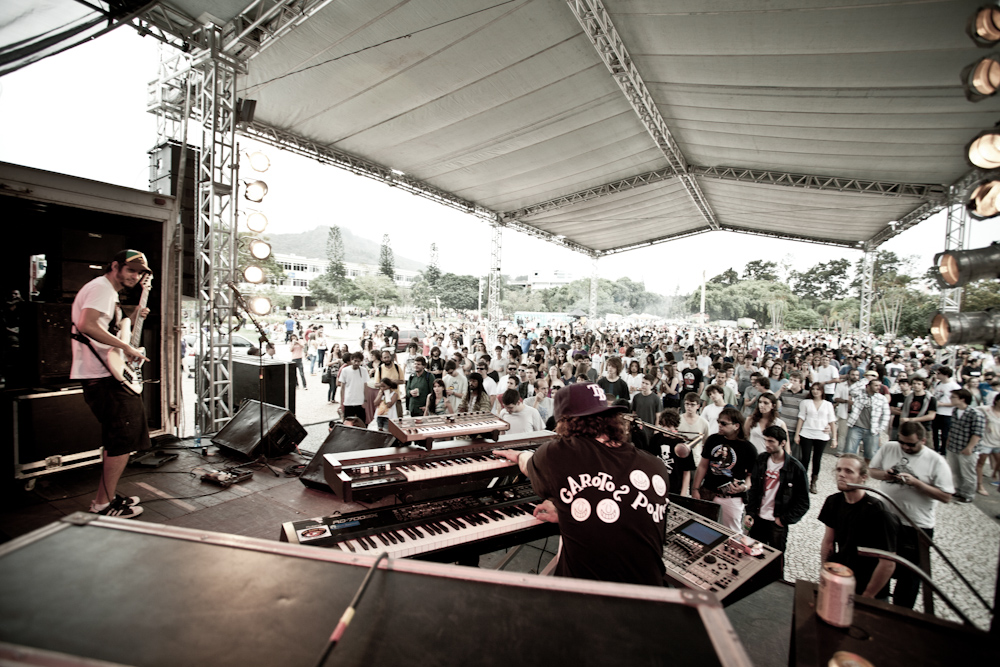
Público acompanha o show da banda Os Skrotes no UFSCtock 2012.

Durante os anos de realização, o UFSCtock tornou-se uma plataforma importante para a música independente de Santa Catarina, com cada edição trazendo mais bandas inscritas para a seleção do festival.
Em 2015 o festival não foi realizado. Em 2016, um grupo voltou a tentar reorganizar o UFSCtock, porém não obteve sucesso junto a Reitoria, que precisaria apoiar financeiramente e também com as autorizações necessárias. Na página do Facebook, a organização criticou a atitude, comparando com o fato de que recursos foram liberados para um show da banda local Dazaranha na abertura da Semana de Ensino, Pesquisa e Extensão, cujo cachê seria mais do que o pedido pelo festival. Mas a intenção de retomar o UFSCtock ainda existe.
Houve também a ideia de expandir o festival ainda em 2014 criando uma edição no campus da UFSC em Araranguá, com o argumento de que a burocracia do Campus Florianópolis, que tem impedido a realização do festival lá desde então, é menor em Araranguá, e que a cidade tem poucas opções de cultura e arte. Uma data chegou a ser marcada, mas acabou cancelada, mais uma vez, por problemas burocráticos.